# Privilège de Koszyce

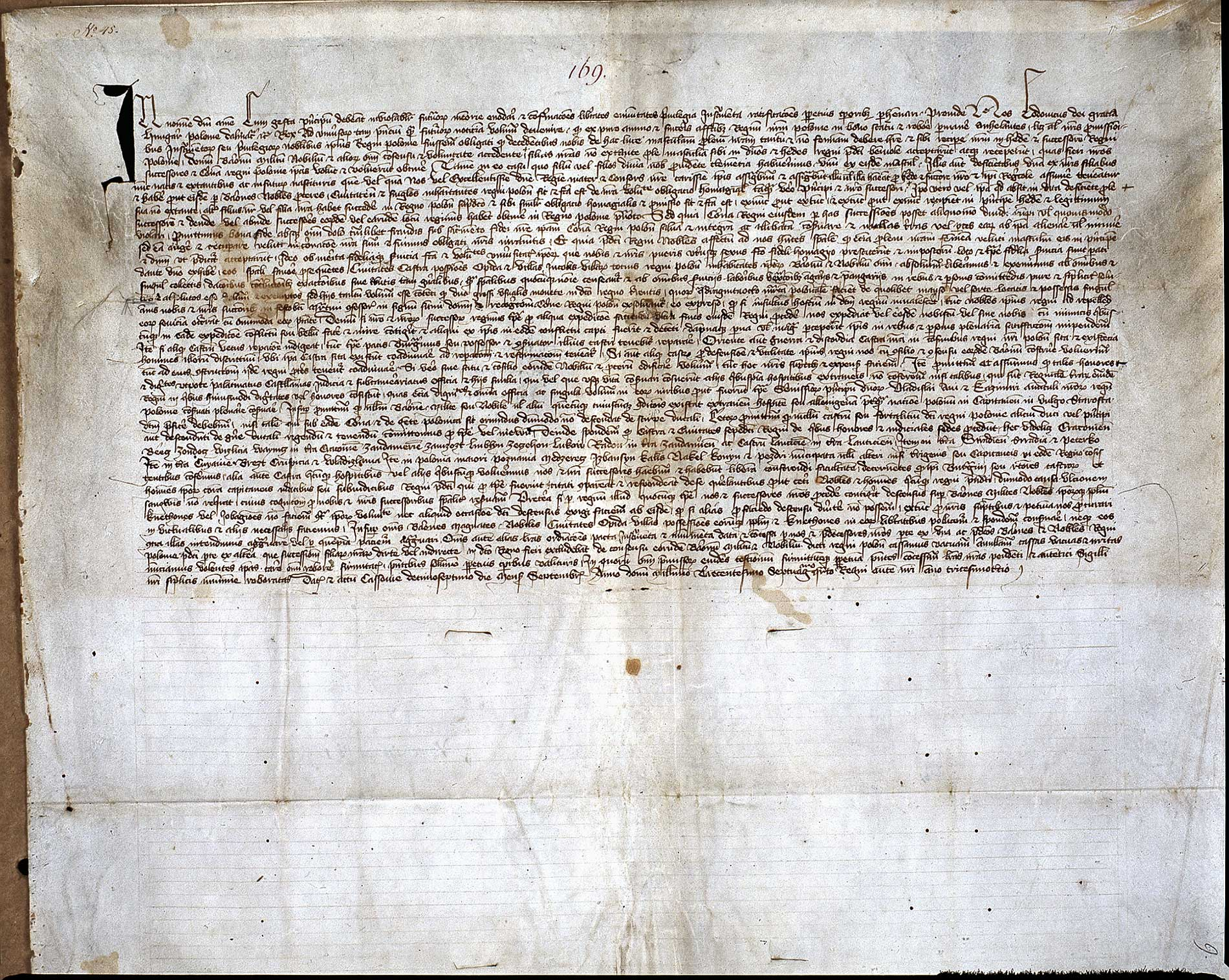
Document original du privilège de Koszyce.

Le privilège de Koszyce ou privilège de Kassa est un ensemble de concessions accordées par Louis Ier de Hongrie à la szlachta (noblesse) polonaise en 1374. Ces privilèges ont été accordés à Kassa, dans le Royaume de Hongrie (aujourd'hui Košice, en Slovaquie). En échange, l'une des filles de Louis (Catherine, Marie ou Hedwige) devait monter sur le trône de Pologne après sa mort.
La szlachta obtient les privilèges suivants :
- libération de l'obligation de payer un tribut au monarque, à l'exception d'une somme nominale ou symbolique de deux groschen par lan (en) ;
- dispense de l’obligation de construire et de réparer des châteaux, à l’exception des nobles possédant des territoires dans l’est de la Pologne, où la menace lituanienne était importante ;
- restriction de l'éligibilité à certains postes aux personnes d’origine ethnique polonaise (par opposition à lituanienne, hongroise ou autre) ;
- paiement des salaires des soldats de la szlachta qui ont personnellement combattu dans les campagnes militaires ;
- dispense de l’obligation de construire des villes et des ponts ;
- libération de l'obligation de fournir la nourriture, le logement et d'autres commodités au roi et à sa cour lorsqu'il voyageait dans le royaume.

La promesse de privilèges de Louis fut un succès, puisque sa plus jeune fille Hedwige succéda finalement à son père comme monarque de Pologne après un épisode de guerre civile en Grande-Pologne (1382-1385) (en). L'influence hongroise en Pologne diminue cependant alors, car l'une des conditions de l'accession d'Hedwige au trône de Pologne était la fin de l'Union polono-hongroise. Louis aurait pu avoir l’intention de supprimer ces privilèges, mais sa mort l’a empêché.
Ces privilèges ont considérablement accru le pouvoir de la szlachta et ont influencé le gouvernement polonais pendant des siècles.